# L'Île-aux-Puces
L'Île-aux-Puces est le quatorzième roman de la femme de lettres canadienne Antonine Maillet, publié en 1996. On y retrouve les personnages de ses pièces Les Crasseux (1968) et La Sagouine (1971).